# L'anima sceglie i propri compagni
L'anima sceglie i propri compagni: Invasione e repulsione: Reinterpretazione cronologica di due liriche di Emily Dickinson: una prospettiva wellsiana (The Soul Selects Her Own Society: Invasion and Repulsion: A Chronological Reinterpretation of Two Emily Dickinson's Poems: A Wellsian Perspective) è un racconto breve di fantascienza umoristica del 1996 scritto da Connie Willis.
L'opera ha vinto nel 1997 il Premio Hugo per il miglior racconto breve.

## Storia editoriale
Fu pubblicato per la prima volta nel numero dell'aprile 1996 della rivista Asimov's Science Fiction, anche se era stato scritto per l'antologia War of the Worlds: Global Dispatches nella quale fu pubblicato nel giugno 1996; successivamente è stato ripubblicato in War of the Worlds: Fresh Perspectives on the H. G. Wells Classic (2005), in This is My Funniest: Leading Science Fiction Writers Present Their Funniest Stories Ever (2006), in The Winds of Marble Arch and Other Stories (2007) e in The Best of Connie Willis: Award-Winning Stories (2013).
Nel novembre 1999 fu pubblicata la traduzione in italiano di Gloria Barberi nell'antologia I Premi Hugo 1995-1998, volume n. 33 della collana Grandi Opere Nord.

## Trama
Piuttosto che come narrativa convenzionale Selects è presentato come una saggio di letteratura nel quale, sulla base di brani di poesie riscoperti poco tempo prima si sostiene che, a causa dell'invasione da Marte del 1987 descritta da H. G. Wells, Emily Dickinson fu risuscitata dai morti e scrisse altre poesie influenzata dell'invasione stessa, contribuendo così a respingere i marziani dalla Terra.

## Critica
A. M. Dellamonica lo ha descritto come «particolarmente grande»; tuttavia, The Wellsian (la pubblicazione ufficiale della H. G. Wells Society) la considera «senza senso» che «fa perdere tempo al lettore».
Il racconto è stato escluso dalla traduzione tedesca del 2015 di The Best of Connie Willis, poiché «l’editore ha ritenuto che l’umorismo non si traducesse bene».